# Улица Кропоткина (Тверь)
Улица Кропо́ткина — улица в Заволжском районе Твери. Находится в исторической части города Затверечье.

## География
Улица Кропоткина начинается от Затверецкой набережной и продолжается на юг параллельно Тверце. После Екатериниского монастыря улица идёт на юго-восток параллельно Волге. Пересекает 1-ю улицу Александра Невского и выходит на незастроенную территорию. Пересекает улицу Маяковского, поворачивает на север и продолжается параллельно ей. Упирается в улицу Герцена возле магазина шин.
Общая протяжённость улицы Кропоткина (включая незастроенные территории) составляет 2,2 км.

## История
Улица Кропоткина была проведена в конце XVIII века. В значительной части совпадает с дорегулярными Старой и Афанасьевской улицами. Состоит из двух частей: 1-й квартал был сначала 1-м кварталом Никитской улицы, а с 1830-х годов южной половиной Грязной улицы, соединявшей Сергиевскую улицу с храмом Никиты Мученика и далее с Бежецкой улицей. Остальная часть улицы называлась Кашинской, так как являлась началом дороги на Кашин .
В XIX веке улица стала называться Екатерининской по Екатерининскому храму. Обе части улицы застраивались кирпичными и деревянными одно- и двухэтажными жилыми домами.
В 1805 году был построен храм Мины, Виктора и Викентия. В 1906 году был построен дом Мартина.
Между 1930 и 1938 годами для Екатерининской улицы вместе со старым употреблялось также новое название — улица Веры Засулич. В 1938 году для Екатерининской улицы (Веры Засулич) было утверждено новое название в честь Петра Кропоткина, в её состав включили южная половину Грязной улицы, была проведена перенумерация. Во время немецкой оккупации застройка улица сильно пострадала.
После Великой Отечественной войны на нечётной стороне 1-го квартала был создан сквер.
В 1990-х годах значительная часть улицы была застроена новыми коттеджами.

## Здания и сооружения
Здания улицы, являющиеся объектами культурного наследия:
- Дом 24  памятник архитектуры (федеральный). Дом жилой, кoнец XVIII века.
- Дом 25  памятник архитектуры (федеральный). Екатерининский храм одноимённого монастыря.
- Дом 31  памятник архитектуры (региональный). Дом Мартина, 1910 год. Реконструирован в 2000-х.
- Дом 61  памятник архитектуры (региональный). Дом жилой, конец XIX века.
- Дом 62  памятник архитектуры (региональный). Храм Мины, Виктора и Викентия, 1805 год.